# Aïn Sebaâ
Aïn Sebaâ (arabiska: عين السبع) är ett arrondissement i Casablanca i Marocko. Antalet invånare var 171 452 vid folkräkningen 2014.